# Alfréd Hajós nationella simstadion
Alfréd Hajós nationella simstadion (ungerska: Hajós Alfréd Nemzeti Sportuszoda) är en simanläggning i Ungerns huvudstad Budapest som är belägen på ön Margitsziget. Anläggningen är designad och namngiven av Ungerns förste olympiska guldmedaljör Alfréd Hajós. Senaste renoveringen av arenan skedde inför europamästerskapen i simsport 2006.
Arenan öppnade 1930 och kommer även stå värd för tävlingarna i vattenpolo vid världsmästerskapen i simsport 2017.

### Fotnoter
1. ↑  ”Welovebudapest.com - Alfréd Hajós national swimming complex”. Arkiverad från originalet den 28 juni 2017. https://web.archive.org/web/20170628014636/https://welovebudapest.com/shops.and.services.1/sports.and.wellness.2/alfred.hajos.national.swimming.complex. Läst 29 juni 2017.
2. ↑  ”Budapest 2017 - Hajos Alfred Complex, Margaret Island”. Arkiverad från originalet den 30 juni 2017. https://web.archive.org/web/20170630084213/http://www.fina-budapest2017.com/en/locations/hajos-alfred-complex-margaret-island. Läst 29 juni 2017.